# Android 10
Android 10 (tên mã nội bộ là Quince Tart còn gọi với tên Android Q) là phiên bản thứ mười của hệ điều hành di động Android. Bản beta đầu tiên của Android 10 phát hành sớm vào ngày 13 tháng 3 năm 2019 trên các thiết bị Google Pixel. Bản chính thức của hệ điều hành được phát hành vào ngày 3 tháng 9 năm 2019.

## Tính năng

### Trải nghiệm người dùng (UX)
Android 10 giới thiệu hệ thống cử chỉ hoàn toàn mới, cụ thể là cử chỉ ví dụ như kéo từ góc màn hình để quay lại, kéo lên để quay về màn hình chính, kéo và giữ để truy cập màn hình Tổng quát, kéo theo hướng chéo từ góc dưới màn hình để kích hoạt Trợ lý ảo Google Assistant và kéo theo cử chỉ trên thanh bên dưới màn hình để chuyển đổi ứng dụng. Tính năng của cử chỉ góc màn hình được coi là thao tác "Back" từng được coi là gây ảnh hưởng đến một số ứng dụng có thư mục slidebar và một số chức năng khác liên quan đến kéo. Ứng dụng có thể sử dụng API để bỏ xử lý thao tác Back trên một số vùng trên màn hình, Kiểm soát về độ nhạy được bổ sung để điều chỉnh kích cỡ đến một số vùng nhất định để được kích hoạt cử chỉ, Google cũng công bố rằng Drawer Widget hỗ trợ hiển thị bằng cách nhấn lâu gần góc màn hình và kéo để mở. Và những cử chỉ được nói trên cần phải được hỗ trợ tùy theo nhà sản xuất OEM. nhưng có thể thêm một số cử chỉ một cách thoải mái đối với họ. Hệ thống điều hướng 3 nút vẫn được hỗ trợ.
Tính năng "bubbies" vẫn có thể được sử dụng để hiển thị những app hỗ trợ lớp phủ Pop-up. Ứng dụng có thể hiện pop-up qua thông báo. Nó có thể được dùng cho những ứng dụng Nhắn tin và chat, lời nhắc, và sự kiện hay cập nhật . Bubbies được giới thiệu nhằm để thay thế quyền lớp phủ mà nhiều người không sử dụng nữa vì vấn đề bảo mật và vấn đề về hiệu năng. Phiên bản Android 10 Go xóa bỏ hoàn toàn quyền lớp phủ ấy.
Android 10 cũng bổ sung thêm nền tối. Ứng dụng bên thứ ba có thể tự động chuyển nền tối khi mà tính năng này được kích hoạt.
Android 10 đồng thời cũng bổ sung thêm "thanh Cài đặt" cho những Cài đặt cụ thể (Kết nối, Wi-Fi nếu ứng dụng đòi hỏi Internet) qua thanh lớp phủ, để người dùng không cần phải rời app để cài đặt nó.

### Quyền riêng tư và bảo mật
Nhiều thay đổi lớn về bảo mật và riêng tư được giới thiệu: Người dùng có thể hạn chế ứng dụng khi cố gắng truy cập vị trí khi họ sử dụng trong một trường hợp nào đó. Và có một số quyền được hạn chế khác về hoạt động của những ứng dụng chạy nền.
Vào tháng 2 năm 2019, Google đã hé lộ Adiantum, một mã hóa được sử dụng cho những thiết bị không có hỗ trợ phần cứng cho Advanced Encryption Standard (AES), chủ yếu là những thiết bị đời thấp. Google nói rằng mã hóa này nhanh gấp 5 lần AES-256-XTS cho những CPU ARM Cortex-A7. Vì vậy việc mã hóa thiết bị là điều bắt buộc cho tất cả các thiết bị chạy Android 10, cho dù bất cứ cấu hình nào. Ngoài ra, việc mã hóa "dựa trên File" cũng được bắt buộc cho tất cả các thiết bị.
Những thiết bị được cài đặt sẵn Android 10, những bản vá cho những linh kiện hệ thống đều được phát hành thông qua Google Play Store. Để có thể đăng ký dịch vụ di động Google, nhà sản xuất phải hỗ trợ bản cập nhật cho những dòng máy nhất định, trong khi phần còn lại được đánh dấu là "Đề nghị" ngoài việc tùy chọn. Những thiết bị được chọn sẽ được sử dụng định dạng APEX mới, là một biến thể của file APK được thiết kế để lưu trữ và phục vụ cho những thiết bị thấp.
Một thay đổi lớn nữa có tên là "Scoped Storage" được hỗ trợ trên Android 10, và sẽ trở thành bắt buộc cho tất cả các app bắt đầu từ Android 11. Ứng dụng sẽ chỉ được cho phép trup cập file trong bộ nhớ bên ngoài mà chính nó được tạo ra và âm thanh, hình ảnh, video trong thư mục Music, Picture hoặc Video. Bất kỳ file nào khác đều phải được sự đồng ý từ người dùng thông qua Storage Access Framework.
Ứng dụng bắt buộc phải thêm quyền "đọc dữ liệu trạng thái cuộc gọi" để đọc những thiết bị nhận dạng không thể phục hồi, ví dụ như số IMEI.

### Nền tảng
Những chiếc điện thoại màn hình gập sẽ tối ưu nhiều về nền tảng, bao gồm có thể chuyển đổi chế độ app liên tục, chuyển đổi chế độ nhiều màn hình cho phép ứng dụng chạy cùng một lúc (thay vì chỉ với một ứng dụng hoạt động chính, và ứng dụng còn lại thì bị tắt), và hỗ trợ cho nhiều màn hình.
"Direct Share" đã được thay thế bằng "Sharing shortcuts". Cũng giống như lần trước, nó sẽ cho phép đưa những yêu cầu cụ thể có thể chia sẻ để sử dụng trong menu chia sẻ. Không giống như Direct Share, những ứng dụng sẽ phát hành những mục tiêu trước đó và không cần phải bỏ phiếu trong lúc tiến hành để có thể cải thiện hiệu năng.
Những hỗ trợ gốc đã được thêm vào cho những thiết bị điều khiển MIDI, định dạng video AVI, định dạng audio Opus và HDR10+. Đồng thời cũng hỗ trợ thêm tiêu chuẩn API mới để khôi phục những dữ liệu quan trọng từ ảnh camera, mà có thể được sử dụng cho những hiệu ứng cao cấp hơn.
Android 10 cũng hỗ trợ giao thức mã hóa WPA3 và Mở rộng, có thể mã hóa cao hơn cho Wi-Fi. Android 10 hỗ trợ thêm DSDS, nhưng ban đầu sẽ chỉ hỗ trợ cho những chiếc Pixel 3a và Pixel 3a XL.